# طقسوس صيني
طقسوس صيني (الاسم العلمي:Taxus sinensis) (بالإنجليزية: Chinese yew)‏ هو نوع غير مؤكد من النباتات يتبع جنس الطقسوس من الفصيلة الطقسوسية.